# Pol Rab
Raymond Henri Abraham dit Pol Rab, né le 25 août 1898 dans le 9e arrondissement de Paris et mort le 19 février 1933 à Hauteville-Lompnes,, est un dessinateur, illustrateur et affichiste français.

## Biographie
Pol Rab illustre L'Évadée de Annie de Pène publié en 1918. Il dessine les costumes de Phi-Phi. Il est domicilié 40 rue Dulong à Paris.
En 1923, il fonde avec Marcel Espiau le groupe des « Moins de trente ans » qui rassemble des écrivains, des journalistes et des artistes. Parmi ses membres qui devaient obligatoirement être élus à l'unanimité : Joseph Kessel, Marcel Pagnol, Robert Desnos, Marcel Aymé, Steve Passeur, Armand Salacrou, Marcel Achard, Édouard Bonnefous, Steve Passeur, Pierre Lazareff, Jacques Natanson, Jean Fayard, Pierre Bost, Marcel Achard, Julien Duvivier, Julien Carette, Simon Arbellot, Emmanuel Bove, Georges Auric, Georges Charensol, Henri Jeanson, Jean Fayard, James de Coquet, Claude Aveline, André Beucler, Julien Green, René Lefèvre, Pierre-Jean Launay, Pierre Ogouz, Roger Giron et Louis Chéronnet,.
Il réalise des dessins pour La Vache enragée, « journal officiel » de la Commune libre de Montmartre.
En 1924, il participe à l'exposition collective Les Vingt Imagiers de France. Un album est publié à cette occasion.
En 1926, il dessine les costumes de l'opérette Le Divin Mensonge de Pierre Veber et Alex Madis.
Pol Rab est le créateur des deux chiens Ric et Rac, un fox terrier et un scottish terrier et le principal illustrateur de l'hebdomadaire Ric et Rac à partir de mars 1929. Ric aurait inspiré Hergé pour dessiner Milou, le fidèle compagnon de Tintin dans Les Aventures de Tintin, ce qui semble douteux.
En 1931, il est le créateur de Nénufar pour l'Exposition coloniale internationale.
Organisateur de fêtes, il est directeur artistique du casino de Cabourg, puis du Palm Beach de Cannes.
Il meurt prématurément au sanatorium de Hauteville le 19 février 1933. Ses obsèques sont célébrées le 23 février à Barbizon où il est inhumé,. À son décès, il est domicilié au no 21 rue Dautancourt à Paris.
Il est le frère de l'acteur Georges Lannes et le compagnon de l'actrice Lucette Desmoulins avec qui il a eu une fille, Odette, en 1932.
Fin 1933, ses derniers dessins réalisés sont vendus au profit de sa fille à la galerie Le Goupy dans le faubourg Saint-Honoré.

## Publications
- Le Music-hall, Paris, s.d. (OCLC 469088106)
- Pas pour jeunes filles : 125 réflexions de Ric et Rac, Paris, A. Fayard, 1930, 94 p.
- Jean Grondard (ill. Pol Rab), La vie romancée de Ric et Rac, Paris, Baudinière, 1932, 287 p. (OCLC 459598913)

Illustrations de Pol Rab
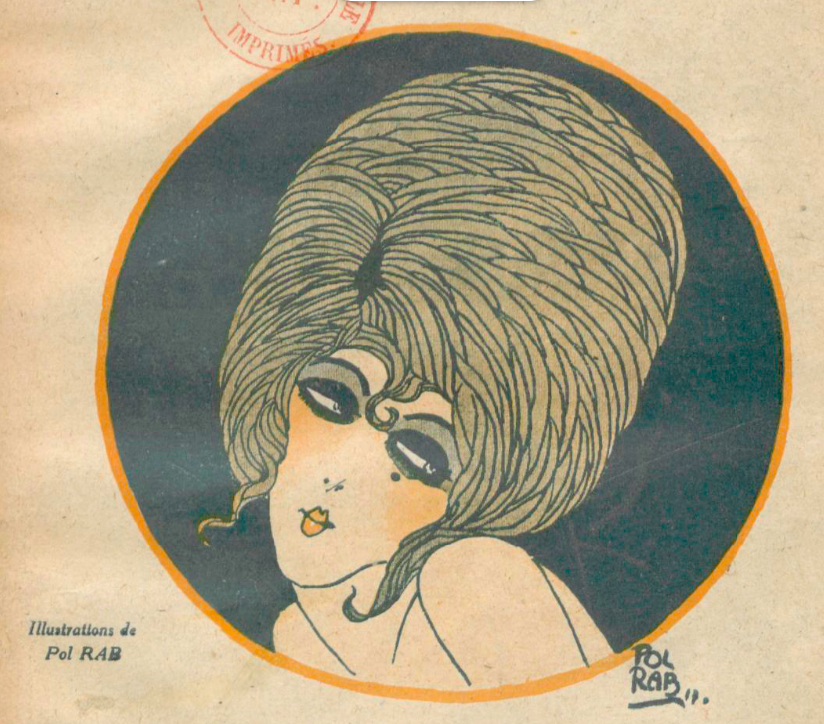
Couverture de L’Évadée de Annie de Pène (1918)
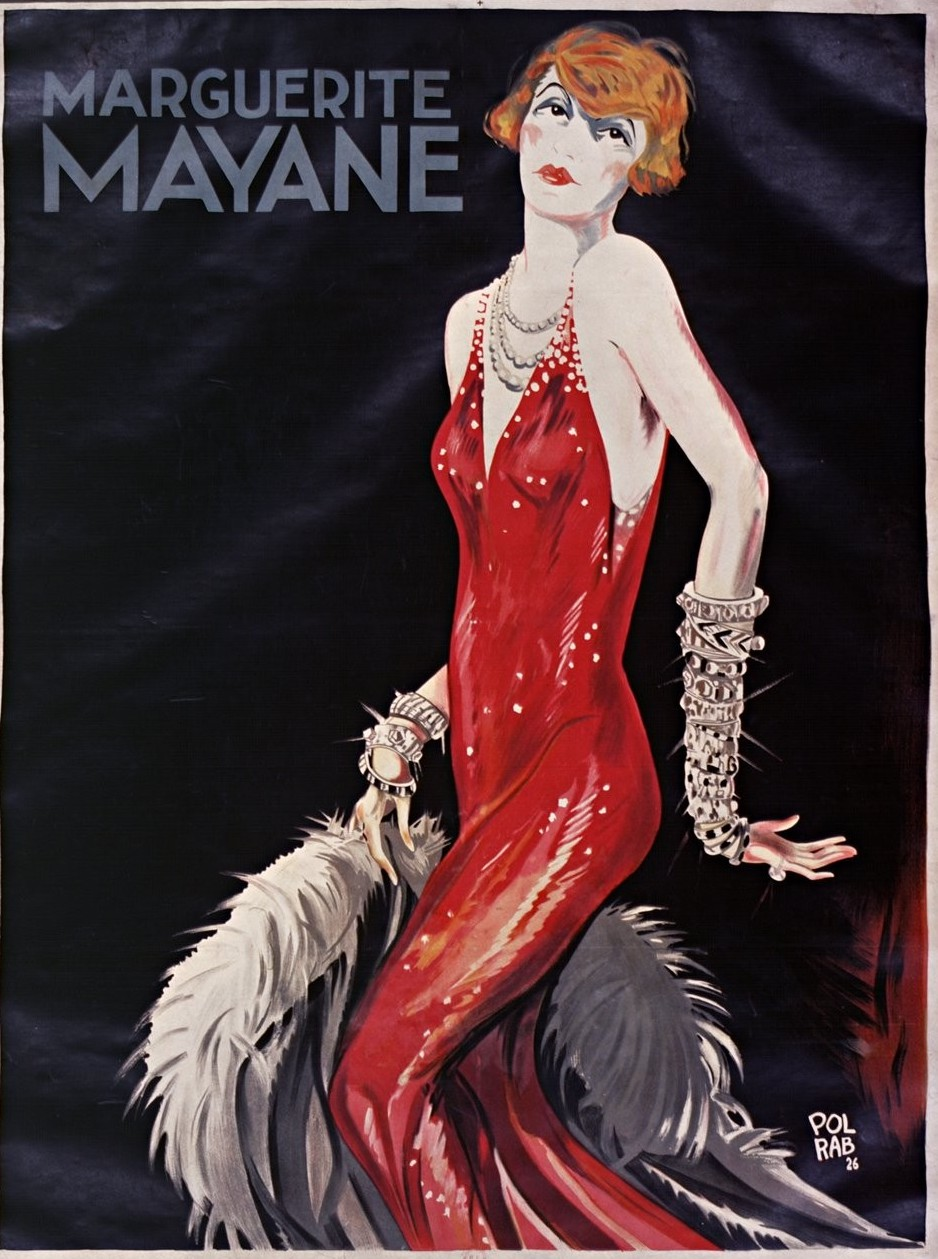
Marguerite Mayane (1926)
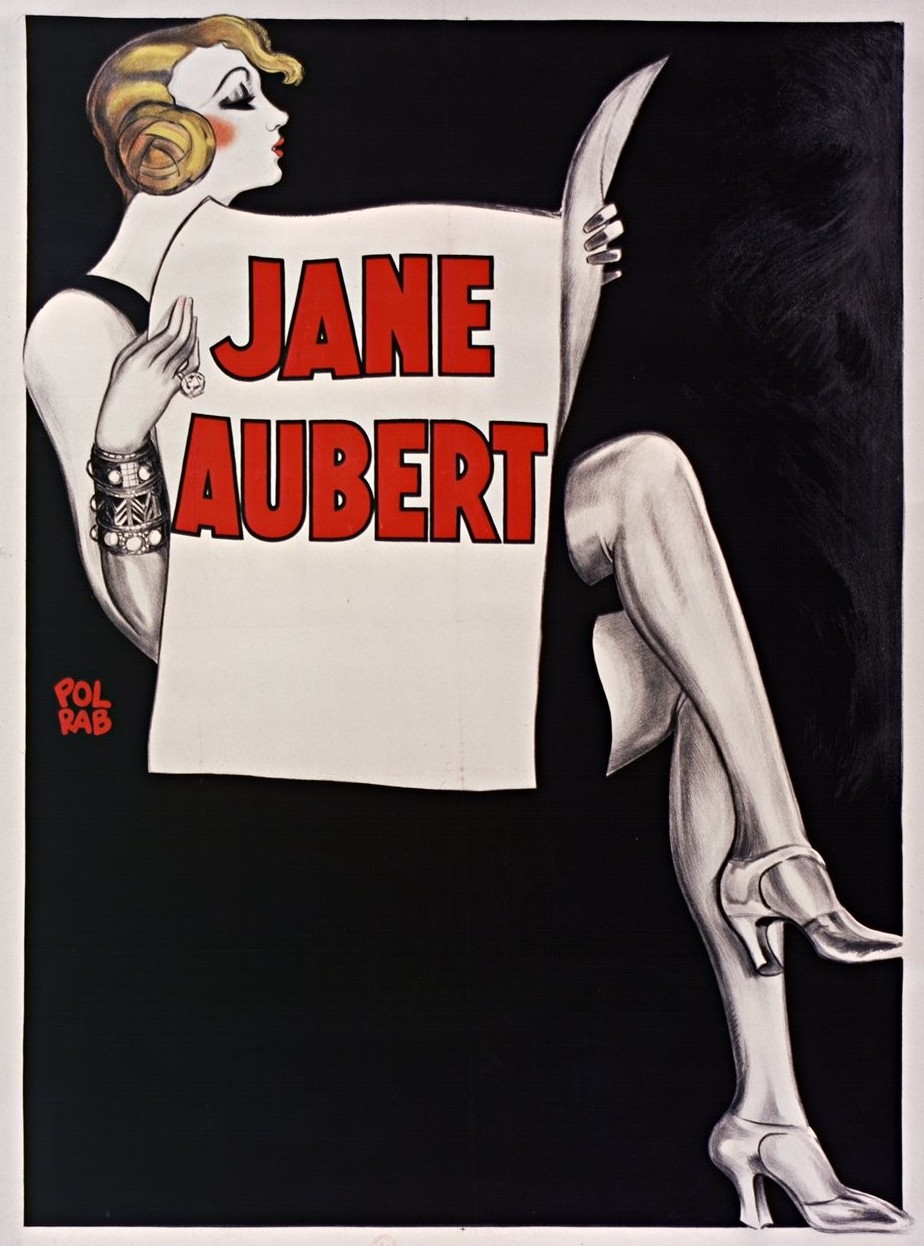
Jane Aubert
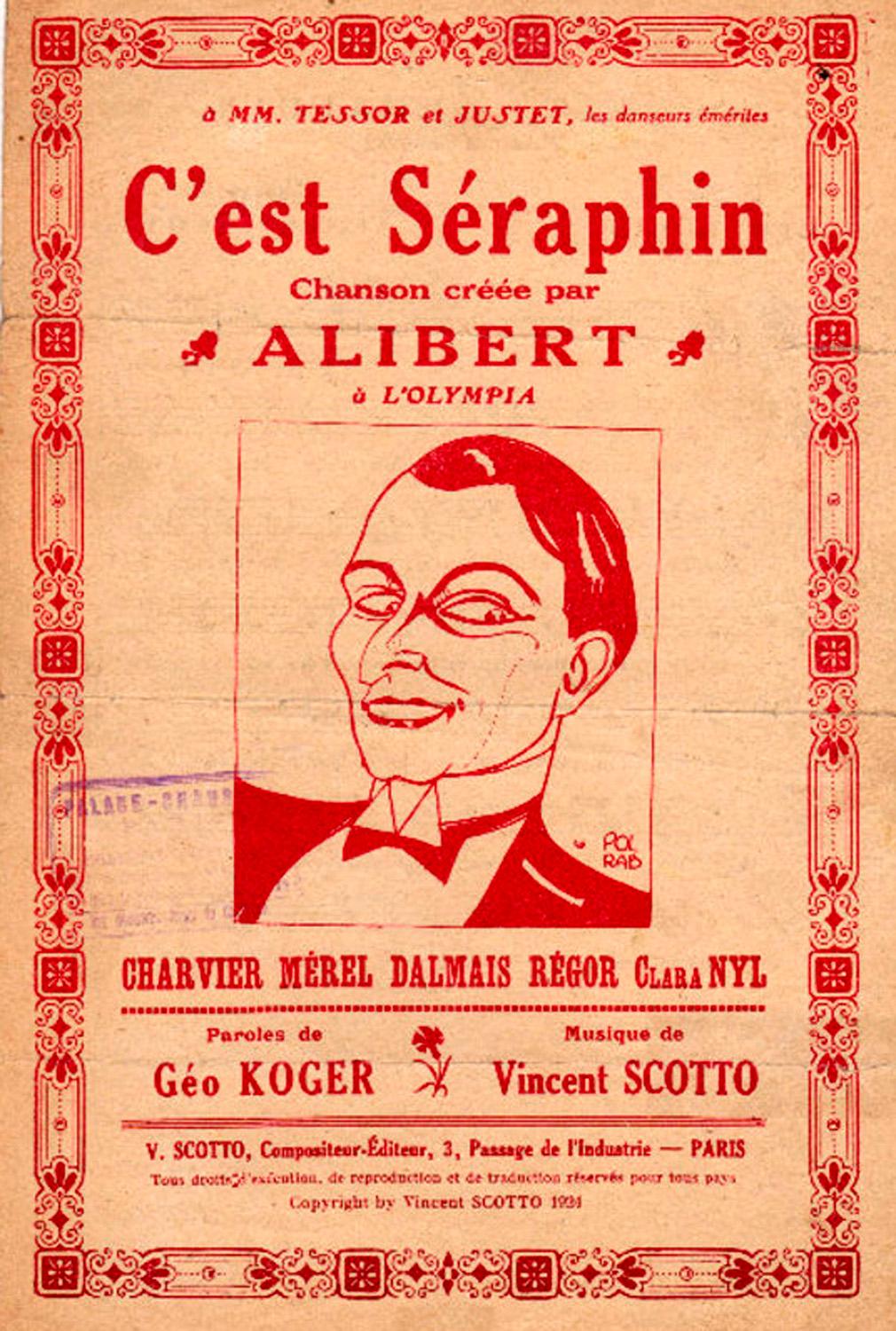
Caricature de Alibert
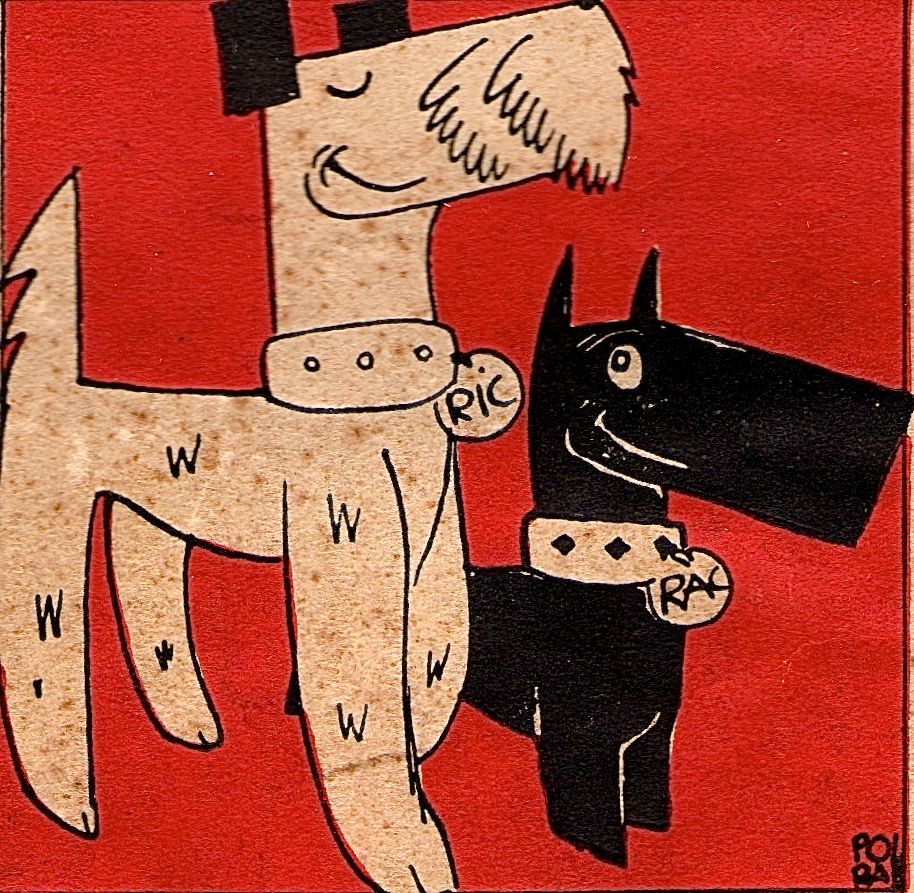
Couverture de La Vie romancée de Ric et Rac (1932)